# Decelea
Decelea o Decelia (en grec antic: Δεκέλεια, llatí: Deceleia) era un dem de l'Àtica situat a la part oriental del territori, on s'arribava per un pas situat prop del mont Parnàs. Aquest pas conduïa des de la plana atenesa cap a la comarca d'Oropos, i cap a Tànagra, Dèlion i Calcis.
La ciutat de Decelea era situada a la zona i va ser una de les dotze ciutats originals de l'Àtica. Distava 120 estadis d'Atenes, i els mateixos de la frontera de Beòcia. Des d'Atenes es veia la ciutat i des de Decelea també es veien les naus que entraven al Pireu.
Després de la batalla de Platea, el general Mardoni es va retirar pel pas de Decelea cap Oropos i Beòcia, segons diu Heròdot, i Tucídides diu que era la via per on es portava el gra des de l'illa d'Eubea fins a l'Àtica. L'any 413 aC, durat la guerra del Peloponnès, va ser ocupada i fortificada pels espartans sota el rei Agis II i la van conservar fins al final de la guerra, afectant greument l'economia atenenca i obligant a importar el gra des de l'illa d'Eubea voltant pel Cap Súnion. són visibles unes ruïnes en un punt elevat, probablement restes de l'acròpoli, i també hi ha una font que té moltes restes al seu voltant. És el modern pas de Tatóy, i la vila principal també es diu Tatóy.